# Pupamon lao
Pupamon lao is een krabbensoort uit de familie van de Potamidae. De wetenschappelijke naam van de soort is voor het eerst geldig gepubliceerd in 1999 door Yeo & Naiyanetr.